# Els idus de març
Els idus de març (títol original en anglès, The Ides of March) és una pel·lícula del 2011 escrita, dirigida i produïda per George Clooney i interpretada per ell mateix i per Ryan Gosling. Està basada en l'obra de teatre Farragut North. Va ser candidata a quatre Globus d'Or. S'ha doblat al català oriental central, i també s'ha editat una versió doblada al valencià per a À Punt.

## Trama
Stephen Meyers (Ryan Gosling) és un jove i idealista assessor de campanyes polítiques al servei del governador demòcrata de Pennsilvània, Mike Morris (George Clooney). L'Stephen afrontarà el desafiament més gran de la seva carrera professional intentant aconseguir que Morris sigui escollit pel Partit Demòcrata per enfrontar-se amb el candidat republicà en les eleccions presidencials dels Estats Units del 2004.
L'Stephen tindrà l'ajuda del director de campanya, Paul Zara (Philip Seymour Hoffman), per mirar d'aconseguir el suport de l'estat d'Ohio per a Morris, candidat demòcrata, cosa que suposaria la seva nominació. L'Stephen és temptejat per Tom Duffy (Paul Giamatti), el cap de campanya de l'altre precandidat demòcrata, que li ofereix un càrrec d'importància en la campanya del bàndol contrari, però ell s'hi nega. L'Stephen es veurà implicat en el món de la política, ple de traïcions, cruel i mentider, en què res no és el que sembla. Intentarà mantenir els seus ideals per sobre de la corrupció, però no ho aconseguirà.

## Repartiment
- Ryan Gosling: Stephen Meyers
- George Clooney: candidat Mike Morris
- Philip Seymour Hoffman: Paul Zara
- Paul Giamatti: Tom Duffy
- Evan Rachel Wood: Molly Stearns
- Marisa Tomei: Ida Horowicz
- Jennifer Ehle: Cindy Morris
- Jeffrey Wright: senador Thompson
- Max Minghella: Ben Harpen

## Producció
Es va filmar entre el 7 de febrer i el 2 d'abril del 2011 als estats d'Ohio i de Kentucky, en poblacions com Detroit o Cincinnati. Algunes escenes es van rodar a la Universitat de Miami, amb uns 1.300 extres. Leonardo DiCaprio va rebutjar el paper principal, però va continuar implicat en la pel·lícula participant en les tasques de producció com a productor executiu. Al començament es va pensar en Chris Pine per al personatge de Stephen Meyers, que finalment va ser interpretat per Ryan Gosling. Brad Pitt també va optar al paper de Paul Zara, però va ser substituït per Philip Seymour Hoffman.
George Clooney va créixer a la ciutat de Cincinnati, on es va filmar la pel·lícula. L'actor va declarar que les seves arrels a Ohio havien influït en el desenvolupament de la pel·lícula. Alguns dels pòsters que es van fer servir en la campanya del governador Mike Morris (interpretat pel mateix Clooney) es van inspirar en els cartells creats pel dissenyador gràfic Shepard Fairey, utilitzats en la campanya de Barack Obama el 2008.

## Recepció
La pàgina d'Internet Rotten Tomatoes, segons la qual va obtenir un 85% de comentaris positius, va arribar a la següent conclusió: «Tot i que no exposa veritats reveladores, The Ides of March és un drama increïblement ben interpretat que es mou a un ritme tranquil i confiat». Roger Ebert va escriure: «El Clooney director trasllada al seu treball la seva experiència com a actor i atén especialment les interpretacions. La impressió que en queda, tanmateix, és que ell creu que la seva pel·lícula és més reveladora del que realment és». Carlos Boyero, en el diari espanyol El País, va descriure la pel·lícula com a esplèndida, i afegia: «Clooney retrata aquest terrible món amb una lucidesa ferotge, sense apel·lar al maniqueisme, fent creïble el desvergonyiment». Segons la pàgina d'Internet Metacritic, va obtenir un 67% de crítiques positives, basades en 42 comentaris, 31 dels quals van ser positius.

## Premis i nominacions
| Any  | Premis              | Categoria                   | Persona                                   | Resultat |
| ---- | ------------------- | --------------------------- | ----------------------------------------- | -------- |
| 2011 | Oscars              | Millor guió adaptat         | Grant Heslov George Clooney               | Nominats |
| 2011 | Globus d'Or         | Millor pel·lícula dramàtica |                                           | Nominada |
| 2011 | Globus d'Or         | Millor director             | George Clooney                            | Nominat  |
| 2011 | Globus d'Or         | Millor actor dramàtic       | Ryan Gosling                              | Nominat  |
| 2011 | Globus d'Or         | Millor guió                 | George Clooney Grant Heslov Beau Willimon | Nominats |
| 2011 | BAFTA               | Millor actor secundari      | Philip Seymour Hoffman                    | Nominat  |
| 2011 | BAFTA               | Millor guió adaptat         | George Clooney Grant Heslov               | Nominats |
| 2011 | Festival de Venècia | Lleó d'Or                   |                                           | Nominada |